# Principado episcopal de Halberstadt
El principado episcopal de Halberstadt (en alemán: Bistum Halberstadt; 804-1648) fue un Estado dentro del Sacro Imperio Romano Germánico, el Obispado Principesco de Halberstadt (en alemán: Hochstift Halberstadt; 1180-1648). Su capital fue Halberstadt en el actual estado federado alemán de Sajonia-Anhalt, al norte de la cordillera del Harz. El príncipe obispo era a la vez obispo de la diócesis de Halberstadt de la Iglesia católica.

## Historia

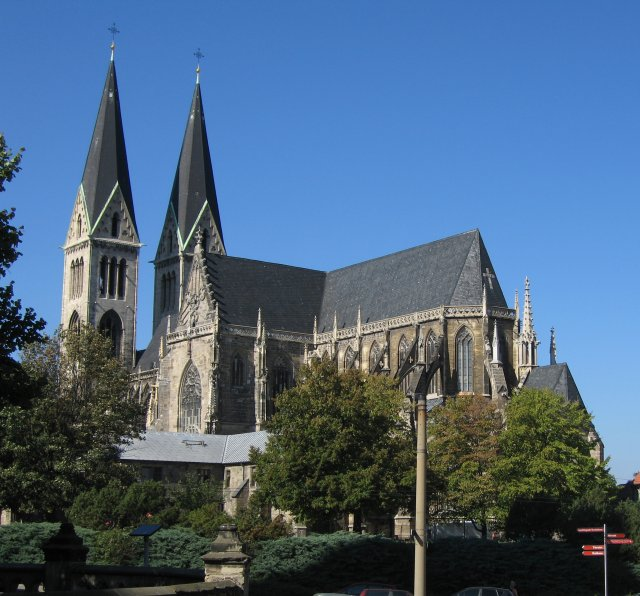
Catedral de Halberstadt.

Como secuela de las guerras sajonas, el emperador Carlomagno fundó en 804 una diócesis misionera en Osterwieck (entonces llamado Seligenstadt) en Ostfalia, en el curso de la cristianización de los pueblos paganos sajones y polabios. Bajo su primer (supuesto) obispo Hildegrim de Châlons la capital fue trasladada a Halberstadt, confirmada por el hijo de Carlos, Ludovico Pío, en un decreto de 814. Los límites fronterizos del obispado originalmente alcanzaban los ríos Elba y el Saale al este, sin embargo, cuando el emperador Otón I fundó la arquidiócesis de Magdeburgo en 968, Halberstadt perdió la mitad oriental de su distrito en favor de este último. La diócesis de Halberstadt era sufragánea de la Archidiócesis de Maguncia.
Los obispos de Halberstadt rivalizaron con los de Magdeburgo para ganar influencia política en los días de las dinastías otoniana y salia. Bajo el reinado del emperador Enrique III fueron investidos con nuevos derechos territoriales y en 1062 el obispo Bucardo II fue enviado a Roma como mediador imperial en el conflicto entre el papa Alejandro II y el antipapa Honorio II. Sin embargo, el anterior favorito de la emperatriz viuda Inés de Poitou y su hijo Enrique IV en 1073 se alió con el papa Gregorio VII en la Querella de las Investiduras y se convirtió en una de las figuras destacadas en la Gran Revuelta Sajona. Después de la deposición del duque sajón Enrique el León las temporalidades episcopales y capitulares (Stift) del Obispado de Halberstadt evolucionaron en un Estado imperial, el Obispado Principesco (Hochstift). La entidad política del obispado-principado solo comprendía parte de la entidad eclesiástica de la diócesis, que también incluía entidades políticas vecinas de otros gobernantes.
A la muerte de Enrique VI en 1197, el obispado-principado apoyó la fallida reclamación de Felipe de Suabia contra Otón de Brunswick para ser emperador del Sacro Imperio. Cuando el papa Inocencio III mostró su desacuerdo, el príncipe-obispo Conrado de Halberstadt (Conrado de Krosigk antes de su elevación al cargo) fue excomulgado. Para eludir las penalidades de la excomunión Conrado se unió a la catastrófica Cuarta Cruzada. Tomando plena parte en la desviación de la Cruzada de su misión y el subsecuente atroz saqueo de Constantinopla, Conrado enriqueció el Obispado-Principado con muchas reliquias y otros botines saqueados personalmente de iglesias, conventos y monasterios de la capital bizantina. En 1315 el príncipe-obispo adquirió el anterior Principado de Aschersleben para el Obispado-Principado.

### Sede vacante
El último príncipe-obispo católico de Halberstadt fue Gebhard von Hoym (1458-1479), que fue elegido como tal en marzo de 1458 y confirmado por el Papa el 9 de agosto de ese mismo año. Gebhard pertenecía a un linaje noble de Anhalt, el de los condes de Hoym. Gebhard estableció su residencia en la localidad de Gröningen y se preocupó durante su mandato poco de los deberes inherentes a su cargo, lo que le acarreó en vida ser blanco de no pocos versos burlones. No logró proteger las ciudades de su principado de los ataques de los condes vecinos de Hohnstein, Schwarzburgo y Henneberg. Su caída se produjo a raíz de las querellas que la ciudad de Quedlinburgo mantuvo con Hedwig de Sajonia, abadesa de Quedlinburgo, por su autonomía. Gebhard, como obispo de Halberstadt era el tradicional Vogt (protector) de esta ciudad, pero la abadesa contaba con el apoyo de su poderoso hermano, el elector Ernesto de Sajonia. En 1475 la abadesa logró, no sin protestas del obispo, que el emperador le cediese ese derecho sobre la ciudad. En 1477 se desató finalmente un conflicto armado, al ser invadida Quedlinburgo por los sajones. El 9 de agosto de 1477 los ciudadanos de Quedlinburgo, que eran apoyados por el obispo de Halberstadt, tuvieron que rendirse ante las fuerzas superiores de los sajones. La ciudad perdió su autonomía frente a la abadesa y tuvo que pagar reparaciones anuales. En las negociaciones de paz con Halberstadt, el obispado tuvo que ceder los derechos que tenía sobre la ciudad. Los sajones ambicionaban el obispado y negociaron con Gebhard von Hoym que renunciara a su cargo, a cambio de una pensión de 500 gulden y el castillo Wegeleben. A partir de dicho momento, el Obispado de Halberstadt permaneció como sede vacante sin que se volviera a nombrar un nuevo obispo.
El príncipe-elector sajón Ernesto aprovechó la situación para empujar la elección de su hijo de 13 años de edad Ernesto II, arzobispo de Magdeburgo desde 1476, como administrador del obispado en lugar del dimitido príncipe-obispo Gebhard von Hoym. Durante las décadas siguientes los arzobispos de Magdeburgo controlarían el Obispado de Halberstadt como Administradores.

### Reforma
El 31 de octubre de 1517 comenzó la Reforma Protestante cuando Lutero envió sus famosas 95 tesis anexadas en una carta al arzobispo elector de Maguncia, Alberto de Brandeburgo, quien también era Administrador de Halberstedt. Esta fecha se conmemora anualmente como el Día de la Reforma. 
El destinatario de dicha misiva, Alberto de Brandeburgo era el hermano menor del Elector Joaquín I Néstor de Brandeburgo y había sucedido en 1513 a Ernesto II de Sajonia como Obispo de Magdeburgo y administrador de Halberstadt, antes de ser nombrado un año más tarde también Arzobispo-Elector de Maguncia. Cabe observar que tal acumulación de cargos era en principio contraria a las costumbres y al Derecho canónico.  A efectos de obtener las dispensas necesarias para tal acumulación de cargos, debió pagar al Papa una elevada suma de dinero (24 000 ducados) que le fue adelantada por la banca Fugger. Para facilitarle el pago de la deuda, el Papa le autorizó la venta de indulgencias en sus territorios, tarea que el príncipe encomendó al fraile dominicano Johann Tetzel. Esto provocó la indignación de Martín Lutero, que publicó a raíz de estos sucesos las noventa y cinco tesis que fueron el detonante de la Reforma protestante. Por tanto este proceso no estuvo exenta de consecuencias para la diócesis de Halberstadt. Alrededor de 1540, Alberto de Brandeburgo negoció con sus súbditos protestantes el otorgamiento de la libertad religiosa contra el pago de 500 000 ducados.
Para 1549, las ciudades, pueblos y caballeros de la diócesis se habían convertido a la confesión luterana. Sólo el Capítulo de la Catedral, los monasterios y el territorio del Principado eclesiástico seguían siendo católicos. 
Sigismund de Brandeburgo, ya había apoyado la Reforma. Se produjo un periodo de biconfesionalismo, es decir de coexistencia pacífica entre católicos y luteranos. Su elección fue confirmada por el papa Julio III, aunque se sabía de su confesión luterana, se tenía esperanzas que el cisma llegara a su fin, aunque siendo luterano Sigismund permaneció célibe In 1567 the remainder of the cathedral chapter converted to Lutheranism.

### Administradores protestantes de la Casa de Wolfenbüttel
Desde 1566, hasta 1623, la sede de Halberstadt fue sostenida por los hijos de los Príncipes de Wolfenbüttel, una línea de la Casa de Welf de la casa ducal de Brunswick-Luneburgo, que se habían convertido al luteranismo unos años antes.
En 1566 el capítulo de la catedral eligió por primera vez a un administrador que era oficialmente protestante, Enrique Julio de Brunswick-Wolfenbüttel. Enrique era el nieto de Enrique V, duque de Brunswick-Luneburgo, que gobernaba en aquel momento ese ducado e hijo del futuro duque Julio, un ferviente seguidor de la Reforma. 
En el momento de su elección como administrador, Enrique Julio era un niño de solo 2 años de edad. Una condición de su elección fue el acuerdo de que el capítulo de la catedral dirigiría al príncipe-obispado bajo su propia autoridad hasta que Enrique Julio cumpliera 14 años de edad. Tras educarse en leyes en la Universidad de Helmstedt,  Enrique Julio se hizo cargo de la administración del principado-obispado de Halbertstadt en 1578, y se convirtió en su gobernante tanto temporal como espiritual. Su gobierno fue abierto y tolerante en un inicio. En su inauguración en el cargo en 1578 hubo debates públicos. Mejoró la educación general en las tierras episcopales y completó la implementación de la Reforma protestante iniciada por su padre, aunque permitió que los funcionarios católicos conservaran sus privilegios, con la salvedad de que prohibió estrictamente que los sacerdotes tuvieran amantes. Sus políticas moderadas le valieron ser elegido también administrador del Obispado de Minden en 1582, cargo al que renunció en 1585. En 1589 sucedió a su padre como Duque de Brunswick-Luneburgo. 
El reinado de Enrique Julio y sus sucesores protestantes estuvo marcado por el conflicto entre el capítulo católico y el administrador protestante. Debido a la compleja situación se mantuvo hasta 1648 una biconfesionalidad en el obispado, con una coexistencia inicial más o menos pacífica entre católicos y luteranos. 
En 1623 el hijo de Enrique Julio, Cristián (el "loco de Halberstadt"), renunció durante la Guerra de los Treinta Años. Fue sucedido por Cristián Guillermo de Hohenzollern, hijo del Elector Joaquín Federico I de Brandeburgo.
En el aspecto político el obispado-principado fue secularizado como Principado de Halberstadt por la Paz de Westfalia de 1648, y finalmente otorgado a los gobernantes Hohenzollern de Brandeburgo-Prusia. Después del Congreso de Viena de 1815, su territorio fue incorporado a la Provincia prusiana de Sajonia.
En el aspecto eclesiástico la diócesis, con sede vacante desde 1480, desde entonces representada solo por administradores, quienes incluso fueron protestantes entre 1552 y 1628, dejó de existir en 1648 también. Así, en 1669 la diminuta diáspora católica remanente del área diocesana de Halberstadt fue puesta bajo la nueva jurisdicción del Vicariato Apostólico de las Misiones Septentrionales. Entre 1709 y 1780 la región de la anterior diócesis de Halberstadt formó parte del Vicariato Apostólico de Alta y Baja Sajonia, pero después volvió al vicariato anterior de Misiones Septentrionales. En 1821 la región de la antigua diócesis de Halberstadt emergió en la Diócesis de Paderborn, y forma parte de la moderna Diócesis de Magdeburgo desde 1994.

## Geografía
Después de la fundación del antiguo Arzobispado de Magdeburgo, la Diócesis de Halberstadt cubría los siguientes Gau sajones: Balsamgau, Derlingau, la parte occidental de Nordthüringgau, Harzgau, Schwabengau, y Hassegau. Por lo tanto, abarcaba desde el río Oker cerca de Hornburg al oeste, donde bordeaba el Obispado de Hildesheim, hasta el Saale al este. La ciudad de Brunswick, situada a ambas márgenes del Oker, originalmente estaba dividida entre Halberstadt y Hildesheim hasta que pasó a manos del Duque Enrique el León en 1142, quien hizo de ella su residencia.

## Obispos de Halberstadt
| Nombre | Desde | Hasta |
| --- | ----- | ----- |
| Hildegrim de Châlons                                                                                          | 804   | 827   |
| Thiatgrim | 827   | 840   |
| Haymo | 840   | 853   |
| Hildegrim II                                                                                                  | 853   | 886   |
| Agiulf | 886   | 894   |
| Sigismundo | 894   | 923   |
| Bernardo | 926   | 968   |
| Hildeward | 968   | 996   |
| Arnulfo | 996   | 1023  |
| Branthog | 1023  | 1036  |
| Burcardo I | 1036  | 1059  |
| Burcardo II                                                                                                   | 1059  | 1088  |
| Hamezo (antiobispo)                                                                                           | 1085  | 1085  |
| Dietmar | 1089  | 1089  |
| Herrand | 1090  | 1102  |
| Federico I (antiobispo)                                                                                       | 1090  | 1106  |
| Reinhard de Blankenburg                                                                                       | 1107  | 1123  |
| Otto von Kuditz                                                                                               | 1123  | 1135  |
| Rodolfo | 1136  | 1149  |
| Ulrico | 1149  | 1160  |
| Gero von Schowitz                                                                                             | 1160  | 1177  |
| Ulrico | 1177  | 1181  |
| Dietrich von Krosigk                                                                                          | 1181  | 1193  |
| Gardolf von Harbke                                                                                            | 1193  | 1201  |
| Konrad von Krosigk                                                                                            | 1201  | 1209  |
| Federico II de Kirchberg                                                                                      | 1209  | 1236  |
| Ludolf von Schladen                                                                                           | 1236  | 1241  |
| Meinard von Kranichfeld                                                                                       | 1241  | 1252  |
| Ludolf II von Schladen (no reconocido por el papa)                                                            | 1253  | 1255  |
| Volrad von Kranichfeld                                                                                        | 1254  | 1295  |
| Hermann von Blankenburg                                                                                       | 1296  | 1304  |
| Alberto I de Anhalt                                                                                           | 1304  | 1324  |
| Alberto II de Brunswick-Lüneburg, hijo del duque Alberto el Gordo                                             | 1324  | 1358  |
| Giselbrecht von Holstein (antiobispo)                                                                         | 1324  | 1343  |
| Albrecht von Mansfeld (antiobispo)                                                                            | 1346  | 1356  |
| Luis de Meissen, hijo del margrave Federico II                                                                | 1357  | 1366  |
| Alberto III de Sajonia                                                                                        | 1366  | 1390  |
| Ernest I von Hohnstein                                                                                        | 1391  | 1399  |
| Rodolfo de Anhalt                                                                                             | 1401  | 1406  |
| Heinrich von Warberg                                                                                          | 1407  | 1411  |
| Alberto IV, hijo de Konrad IV, Conde de Wernigerode                                                           | 1411  | 1419  |
| Johannes von Hoym                                                                                             | 1419  | 1437  |
| Buchard von Warberg                                                                                           | 1437  | 1458  |
| Gebhard von Hoym                                                                                              | 1458  | 1479  |
| Administrado por los Arzobispos de Magdeburgo                                                                 |       |       |
| Ernesto II de Sajonia                                                                                         | 1480  | 1513  |
| Alberto de Maguncia                                                                                           | 1513  | 1545  |
| Juan Alberto de Brandeburgo-Ansbach hijo del margrave Federico I                                              | 1545  | 1550  |
| Federico III de Brandeburgo, hijo del elector Joaquín II Héctor                                               | 1550  | 1552  |
| Segismundo de Brandeburgo, medio-hermano de Federico III                                                      | 1552  | 1566  |
| Administradores protestantes                                                                                  |       |       |
| Enrique Julio de Brunswick-Wolfenbüttel                                                                       | 1566  | 1613  |
| Enrique Carlos de Brunswick                                                                                   | 1613  | 1615  |
| Rodolfo de Brunswick                                                                                          | 1615  | 1616  |
| Cristián de Brunswick-Wolfenbüttel                                                                            | 1616  | 1623  |
| Cristián Guillermo de Brandeburgo, hijo del elector Joaquín Federico                                          | 1624  | 1628  |
| Administradores católicos                                                                                     |       |       |
| Archiduque Leopoldo Guillermo de Austria (Administrador católico debido a la falta de cualificación canónica) | 1628  | 1648  |